# Molezon
Molezon – miejscowość i gmina we Francji, w regionie Oksytania, w departamencie Lozère.
Według danych na rok 1990 gminę zamieszkiwały 63 osoby, a gęstość zaludnienia wynosiła 4 osoby/km² (wśród 1545 gmin Langwedocji-Roussillon Molezon plasuje się na 838. miejscu pod względem liczby ludności, natomiast pod względem powierzchni na miejscu 509.).

## Populacja

Populacja Molezon w latach 1962-2008